# أندي هوب 1930
أندي هوب 1930 (بالألمانية: Andy Hope 1930)‏ هو رسام ألماني، ولد في 1963 في ميونخ في ألمانيا.